# 山本周五郎人情時代劇
『山本周五郎人情時代劇』（やまもとしゅうごろうにんじょうじだいげき）は、2015年10月6日から2016年3月15日までの第1・第2火曜日にBSジャパン（現・BSテレビ東京）で放送された、山本周五郎の短編小説を原作としたテレビドラマ。BSジャパン開局15周年特別企画として製作された。第12話「めおと蝶」は平成28年日本民間放送連盟賞番組部門〈テレビドラマ番組〉優秀賞を受賞した。

## 放送日程
| 話数     | 放送日         | サブタイトル | 脚本       | 監督     | 原作         | 所収                           |
| -------- | -------------- | ------------ | ---------- | -------- | ------------ | ------------------------------ |
| 第一話   | 2015年10月06日 | なみだ橋     | 横田理恵   | 新村良二 | 立春なみだ橋 | 『生きている源八』（新潮文庫） |
| 第二話   | 10月13日       | 夜の辛夷     | 高橋美幸   | 森岡利行 | 夜の辛夷     | 『おさん』（新潮文庫）         |
| 第三話   | 11月03日       | 釣忍         | 水谷龍二   | 永江二朗 | 釣忍         | 『松風の門』（新潮文庫）       |
| 第四話   | 11月10日       | お美津簪     | 大前智里   | 新村良二 | お美津簪     | 『月の松山』（新潮文庫）       |
| 第五話   | 12月08日       | 追いついた夢 | 高橋美幸   | 森岡利行 | 追いついた夢 | 『月の松山』（新潮文庫）       |
| 第六話   | 12月15日       | こんち午の日 | 横田理恵   | 山嵜晋平 | こんち午の日 | 『大炊介始末』（新潮文庫）     |
| 第七話   | 2016年01月05日 | 初蕾         | 高橋美幸   | 新村良二 | 初蕾         | 『月の松山』（新潮文庫）       |
| 第八話   | 01月12日       | あだこ       | 李正姫     | 森岡利行 | あだこ       | 『おごそかな渇き』（新潮文庫） |
| 第九話   | 02月02日       | しじみ河岸   | 大前智里   | 副島宏司 | しじみ河岸   | 『日日平安』（新潮文庫）       |
| 第十話   | 02月09日       | 泥棒と若殿   | 李正姫     | 中野裕之 | 泥棒と若殿   | 『人情裏長屋』（新潮文庫）     |
| 第十一話 | 03月01日       | おもかげ抄   | 高橋美幸   | 名倉良祐 | おもかげ抄   | 『人情裏長屋』（新潮文庫）     |
| 第十二話 | 03月08日       | めおと蝶     | 三國月々子 | 永江二朗 | めおと蝶     | 『扇野』（新潮文庫）           |

## キャスト
第一話「なみだ橋」
- 新吉（大工） - 高橋一生
- 佐助（辰次の手下） - 高岡奏輔
- お仲（仁右衛門の娘） - 荒井萌
- 伝五郎（辰次の手下） - 中村僚志
- 辰次（代貸） - 本宮泰風
- 仁右衛門（岡っ引き） - 梨本謙次郎
- お兼（盲目の老女） - 大谷直子

第二話「夜の辛夷」
- お滝（「吉野」の女郎） - 秋元才加
- 元吉（「吉野」に通う男） - 忍成修吾
- ともえ（「吉野」の女郎） - 吉田芽吹
- お若（「吉野」の女郎） - 小池里奈
- 辰蔵（盗人） - 渡部浩司
- 一介（盗人） - 南口英治
- 政次（岡っ引き） - 中野英雄
- おはま（「吉野」の女将） - 芳本美代子

第三話「釣忍」
- おはん（元芸者） - 平山あや
- 定次郎（呉服商「越前屋」の跡取り息子） - 佐野和真
- 佐太郎（定次郎の異母兄） - 佐野泰臣
- おみち（呉服商「越前屋」の女将） - 朝加真由美
- 中屋敷哲也、栗原敏、他

第四話「お美津簪」
- 正吉（「筑紫屋」の手代） - 森岡龍
- お美津（茂兵衛の次女） - えのきさりな
- お綱（茂兵衛の長女） - 間瀬奈都美
- 辰次郎（代貸） - 近童弐吉
- 宗次（居酒屋の主人） - 河西健司
- 伝兵衛（薬問屋） - 金井良信
- お紋（浄瑠璃流し） - 小野真弓
- 茂兵衛（唐物屋「筑紫屋」主人） - 深水三章

第五話「追いついた夢」
- 和助（初老の男） - 阿南健治
- おけい（貧しい家の娘） - 長谷部優
- 宇之吉（植木職人） - 弥尋
- おむら（茶屋「尾花屋」の女将） - 森田亜紀
- おたみ（おけいの母） - 土肥裕子
- お幸（和助の妻） - 河合美智子
- 吾平（和助の下男） - 梅垣義明

第六話「こんち午の日」
- 塚次（豆腐屋の娘婿） - 伊嵜充則
- おすぎ（豆腐屋の娘） - 大西礼芳
- 長二郎（やくざ者） - 佐藤汛
- 末吉（長二郎の手下） - 札内幸太
- お芳（重平の姪） - 水原ゆき
- おげん（豆腐屋の女将） - 大沢逸美
- 重平（豆腐屋の主人） - 岡本信人

第七話「初蕾」
- お民（小料理屋「ふじむら」の芸者） - 趣里
- 梶井良左衛門（半之助の父） - 天宮良
- 梶井半之助（武士） - 中山麻聖
- 森田久馬（武士） - 谷遼
- 島屋喜右衛門（廻船問屋隠居） - 古旗宏治
- 音吉（梶井家の手伝い） - 田中宏昌
- 梶井はま女（良左衛門の妻） - 水野真紀

第八話「あだこ」
- 小林半三郎（旗本） - 田中幸太朗
- あだこ（女中）・いそ - 佐津川愛美
- 金森みすず（半三郎の許嫁） - 梨木まい
- 曾我十兵衛（半三郎の友人） - 三浦力
- 秋田源右衛門（半三郎の友人） - 鷲津秀人
- 三枝小市郎（半三郎の友人） - 虫狩愉司
- 市兵衛（米屋） - 市川勇

第九話「しじみ河岸」
- 花房律之助（吟味与力） - 松尾敏伸
- お絹（長屋の娘） - 柊子
- 清太郎（質屋・両替商「相模屋」の若旦那） - タモト清嵐
- 卯之吉（お絹の恋人） - 奥村秀人
- 直次郎（お絹の弟） - 中島来星
- 高木新左衛門（吟味与力） - 山崎画大
- 源兵衛（長屋差配人） - 長谷川公彦

第十話「泥棒と若殿」
- 伝九郎（盗人） - 赤井英和
- 室久左衛門（中老） - 佐戸井けん太
- 鮫島平馬（家来） - 山田悠介
- 成信（武家の若殿） - ユキリョウイチ

第十一話「おもかげ抄」
- 鎌田孫次郎（浪人） - 川岡大次郎
- 沖田小房（源左衛門の娘） - 水沢エレナ
- 鎌田椙江（孫次郎の妻） - 伊藤久美子
- 犬飼研作（浪人） - 森本のぶ
- 沖田源左衛門（井上播磨守の家臣・大番頭） - 野村宏伸

第十二話「めおと蝶」
- 上村信乃（良平の妻） - 小野ゆり子
- 西原知也（馬廻総支配助役） - 石黒英雄
- 文代（信乃の妹） - 金澤美穂
- ふじ（上村家の乳母） - 宮内かれん
- 上村良平（大目付） - 山崎樹範

## スタッフ
- 脚本 - 横田理恵、高橋美幸、水谷龍二、大前智里、李正姫、三國月々子
- 監督 - 新村良二、森岡利行、永江二朗、山嵜晋平、副島宏司、中野裕之、名倉良祐
- プロデューサー - 瀧川治水、山本和夫
- 製作 - BSジャパン、ドラマデザイン社